# 津波予報
津波予報（つなみよほう）とは、気象庁が地震発生後に津波によって災害の起きるおそれがない場合に発表するもの。ただし、津波注意報の解除後で津波に伴う海面変動が継続する可能性が高い場合などにおいては、津波予報の中で海中での作業、釣り、海水浴などにおいては十分な留意が必要である旨が発表される。

## 内容

### 津波の心配なしの場合
津波の心配がない場合には、地震情報に含める形で「津波の心配はありません」と発表する。

### 若干の海面変動が予想される場合
津波注意報の基準（20cm）に満たない若干の海面変動が予想される場合、地震情報において「若干の海面変動があるかもしれませんが、被害の心配はありません」と付加して発表した上で、海面変動が予想される津波予報区に津波予報を発表する。

### 津波注意報が解除された場合
津波注意報解除後においても、津波に伴う一定の海面変動が観測されており今後も継続する可能性が高い場合には、海に入っての作業、釣り、海水浴などに際しては十分な留意が必要であるとの留意事項を付して津波予報が発表される。